# Modern Combat Versus
Modern Combat Versus, abgekürzt auch MCVS, ist ein von Gameloft entwickelter Ego-Shooter, welcher am 28. September 2017 kostenlos für die Plattformen Windows 8/10, iOS und Android erschien. Bei diesem Teil handelt es sich jedoch nicht um eine direkte Fortsetzung der bisherigen Reihe, sondern ist ein auf den Mehrspieler ausgelegtes Spiel ohne Kampagne.

## Hintergrund
In einer Welt, die durch einen nuklearen Krieg unbewohnbar gemacht wurde, gibt es zwei Fraktionen. KORP befindet sich in den reichen und technologisch fortgeschrittenen Gegenden der Städte, während OCTO sich in den „leeren“ Gebieten,– die einer dringenden Modernisierung bedürfen –, befindet. Die beiden Fraktionen sind zwar verfeindet, wollen aber dennoch keinen Krieg miteinander führen. KORP würde sonst seine Fassade verlieren und OCTO will verhindern, dass unschuldige Bürger im Falle eines Konflikts ums Leben kämen. An dieser Stelle werden die sogenannten „Agenten des Chaos“ eingeschaltet mit dem Ziel, den Konflikt in einem bestimmten Gebiet auszutragen.

## Gameplay

### Multiplayer
Wie bereits erwähnt, handelt es sich bei diesem Teil des Franchise um ein Spiel, welches den Fokus lediglich auf den Mehrspieler richtet, mit dem Ziel, dieses künftig für die E-Sport-Szene tauglich zu machen. Optisch erinnert das Spiel sehr stark an das Konsolenspiel Destiny, während die Spielmechaniken bzw. das Spielprinzip wiederum Ähnlichkeiten mit Overwatch haben.

### Spielmodi
Bei dem bislang einzigen Spielmodus "Gebietskontrolle", kämpfen je 4  Spieler eines Teams (KORP - OCTO) darum, einen kleinen Bereich auf der Karte einzunehmen und diesen zu halten.

### Agenten
Zu diesem Zeitpunkt sind insgesamt 21 verschiedene "Agenten" bzw. Spielcharaktere vertreten, welche durch das Öffnen von  sog. Vorratspaketen oder in Events freischaltbar sind.  Mit Erfahrungspunkten, die in den Vorratspaketen enthalten sein können, hat der Spieler die Möglichkeit, seinen Agenten aufzurüsten. Außerdem besitzt jeder Agent eine individuelle Waffe und Fähigkeit, von dem er nach einer bestimmten Zeit im Kampf Gebrauch machen kann.

### Aufstiegsmöglichkeiten und Belohnungen
Mit dem Sammeln von Pokalpunkten, die dem Spieler immer nach dem Gewinn einer Runde angerechnet oder bei Verlust abgezogen werden, kann man in Ligen (Bronze, Silber, Gold, Platin, Smaragd und Diamant) aufsteigen. Diese bieten dann wiederum verbessere Inhalte von Vorratspaketen, welche ebenfalls bei Abschluss einer Runde vergeben werden.